# Aion (Insel)
Aion (russisch Айон, deutsch auch Ajon) ist eine Insel westlich der Tschaunbucht der Ostsibirischen See im Nordosten Sibiriens (Russland).

## Geographie
Die Fläche der Insel beträgt etwa 2.000 km²; dabei beträgt die Ost-West-Ausdehnung etwa 63 km, die Nord-Süd-Ausdehnung etwa 38 km. Vom Festland wird sie im Südwesten von der an der schmalsten Stelle nur knapp 2 km breiten Kleinen Tschaunstraße getrennt. Die Küste ist schwach gegliedert. Der Insel sind mehrere kleine Inseln vorgelagert; die größten sind Ryjanranot und Tschenkul im Nordosten und Mossei (auch Janranot) in der Kleinen Tschaunstraße. Die Oberfläche der Insel stellt eine hügelige Ebene dar; ihre maximale Höhe über dem Meeresspiegel beträgt 66 Meter. Die Insel ist überwiegend von arktischer Tundra bedeckt, ein mehrere Kilometer breiter Streifen entlang der Nordostküste von kaum bewachsenen Sanddünen. Es gibt eine Unzahl kleiner Seen und Wasserläufe, deren bedeutendster der nach Norden abfließende und bis etwa 50 Meter breite Rywejem (Рывеем) ist. Thermokarsterscheinungen sind verbreitet.

## Flora
Aion ist in botanischer Hinsicht interessant, da auf den sandigen Gebieten der Insel trotz des arktisch rauen Klimas (selbst die mittlere Julitemperatur liegt unter +5 °C) steppenartige Pflanzengemeinschaften verbreitet sind, zu denen endemische oder für diese Region seltene Arten gehören, wie Sverdrup-Spitzkiel (Oxytropis sverdrupii), Arktisches Schneegras (Phippsia concinna) und verschiedene Moose und Flechten. 13 Hektar im Westen der Insel stehen als Botanisches Naturdenkmal unter Schutz.

## Verwaltung
Administrativ gehört die Insel zum Tschaunski-Rajon des Autonomen Kreises der Tschuktschen. Die heute einzige Siedlung ist Aion an der Nordwestküste. Dort befindet sich auch seit 1941 eine Wetterstation.
Von der Urbevölkerung, den Tschuktschen, wird auf der Insel Rentierzucht betrieben.